# Vaqif-Mausoleum

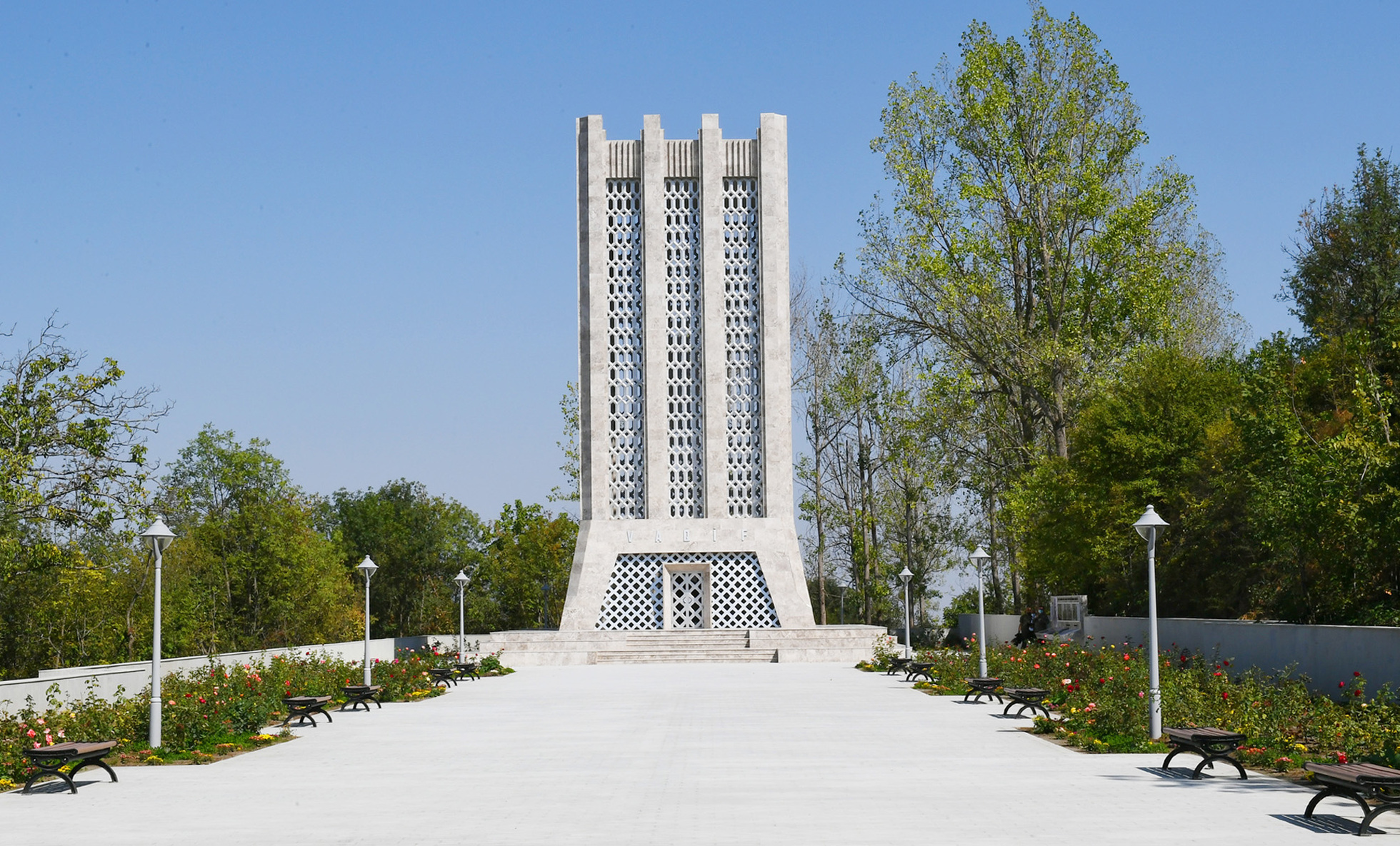
Vaqif-Mausoleum im August 2021, nach der Restaurierung

Das Vaqif-Mausoleum ist ein monumentales Grabmal, das auf dem Begräbnisplatz des berühmten aserbaidschanischen Dichters und Staatsmannes Molla Pənah Vaqif in Şuşa im Jahr 1982 errichtet wurde.

## Geschichte und Architektur
Das Mausoleum entstand 1982 nach Plänen der Architekten Abdul Salamzadə und E. Kanukow. Es zeichnet sich durch eine hohe Präzision des künstlerisch-architektonischen Denkens sowie durch eine logische Schlichtheit der Komposition und eine Harmonie der Konstruktion aus. Das Grabmal ist ein hoher Turm mit quadratischem Grundriss, der wiederum über ein etwas breiteres sitzähnliches Fundament verfügt. Dieses war bei der Errichtung im Außenbereich mit rötlichem Marmor bedeckt. Entlang der Fassadenhöhe waren alle drei Seiten des Grabsitzes mit eloxiertem Aluminiumgitter versehen. Das Mausoleum war außerdem mit geschnitztem Marmor verziert.
Nach der Besetzung von Şuşa durch armenische Einheiten im Mai 1992 wurde das Mausoleum geplündert und befand sich seitdem im verfallenen Zustand. Nach der Rückeroberung der Stadt durch aserbaidschanische Streitkräfte am 8. November 2020 begannen im März 2021 die Restaurierungsarbeiten des Monuments. Diese wurden im Sommer desselben Jahres abgeschlossen.

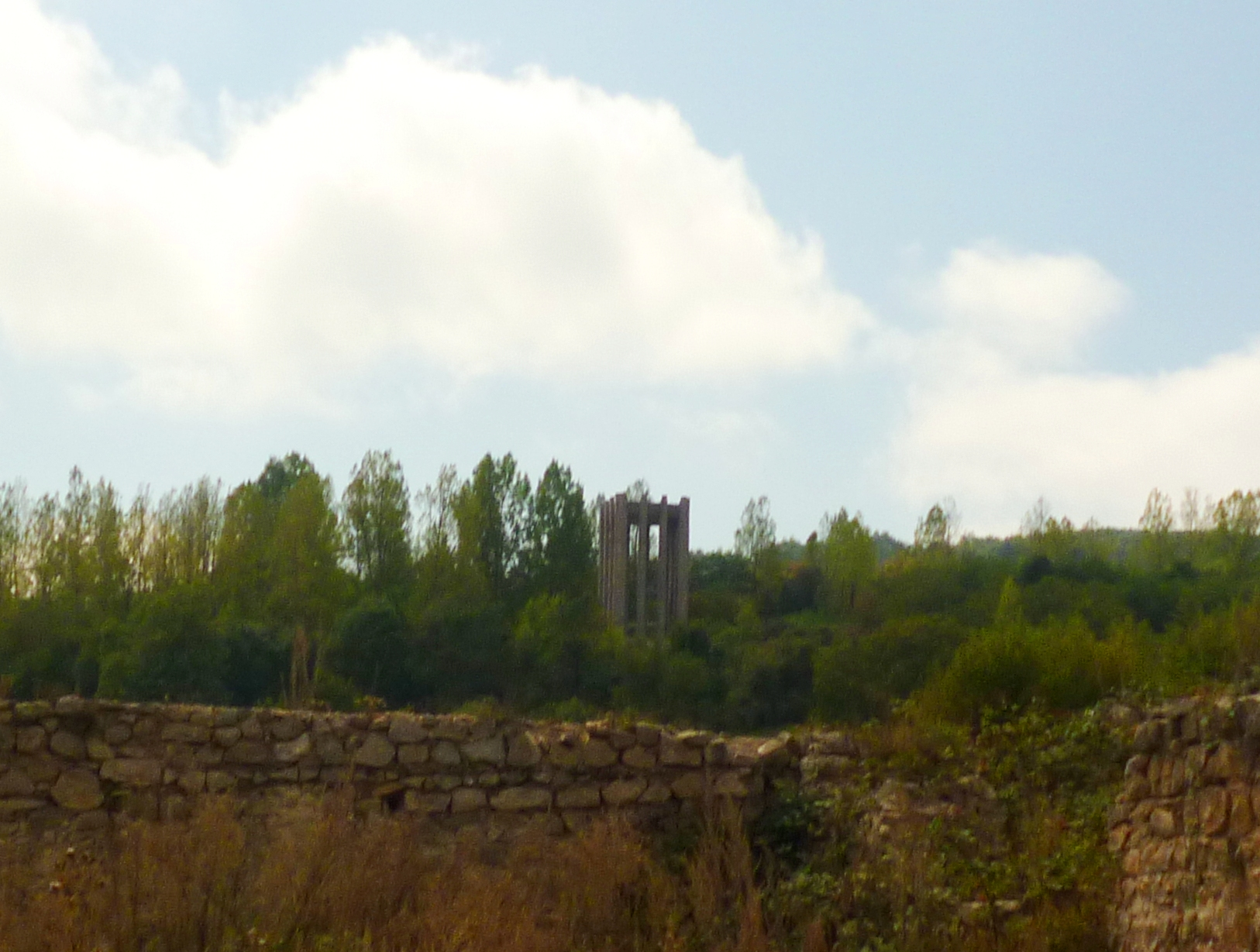
Zustand des Mausoleums im September 2013
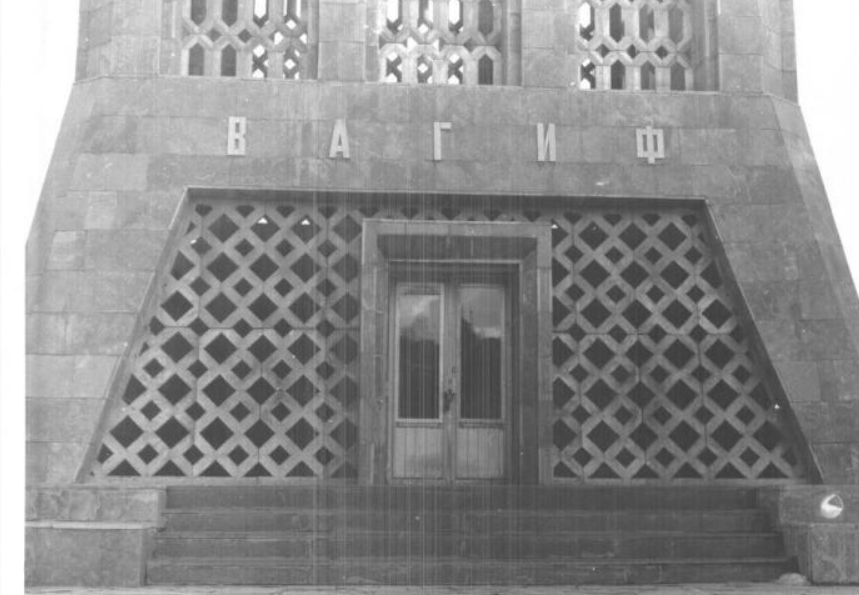
Eingangsbereich
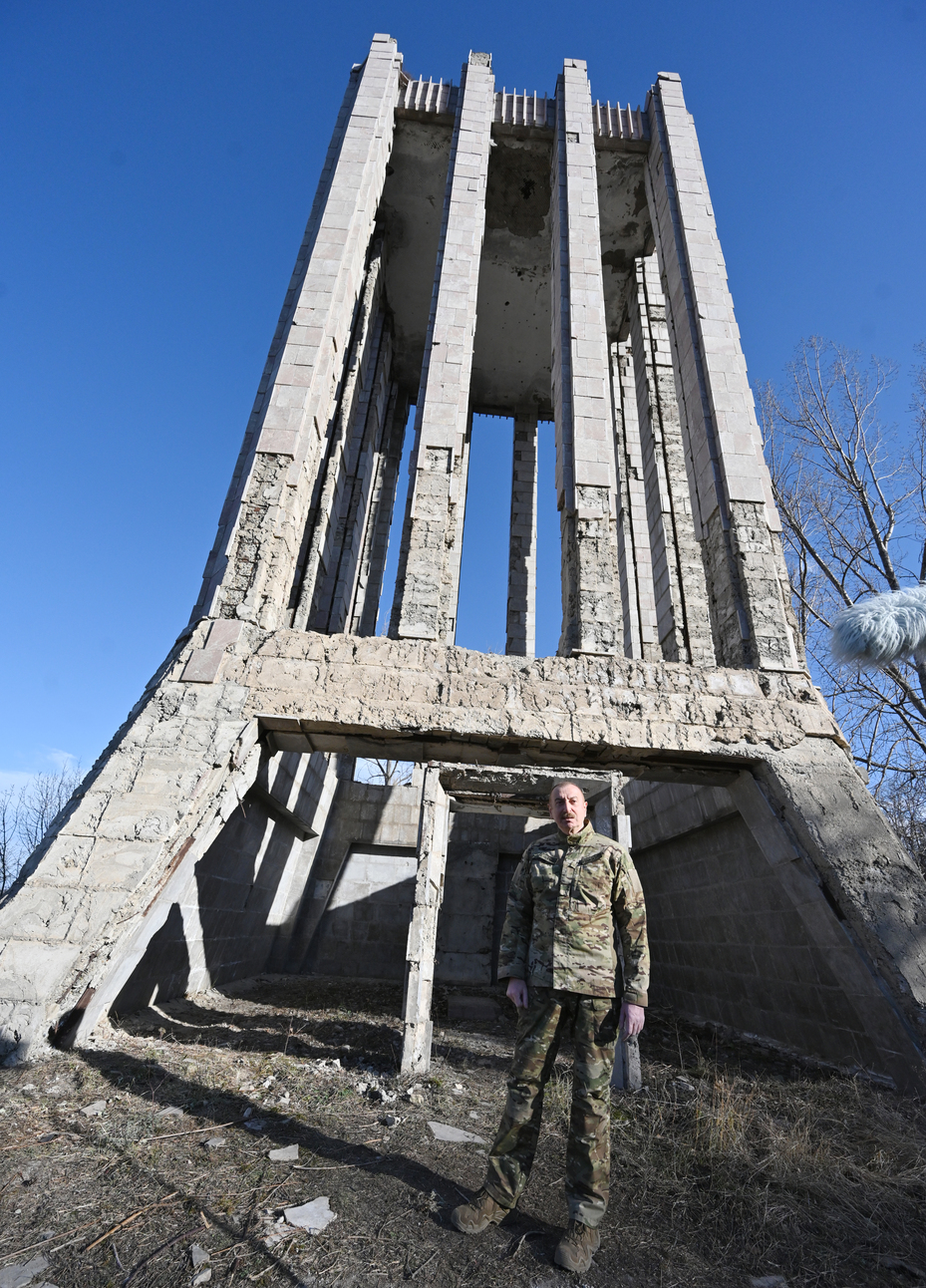
İlham Əliyev vor den Ruinen des Mausoleums (März 2021)
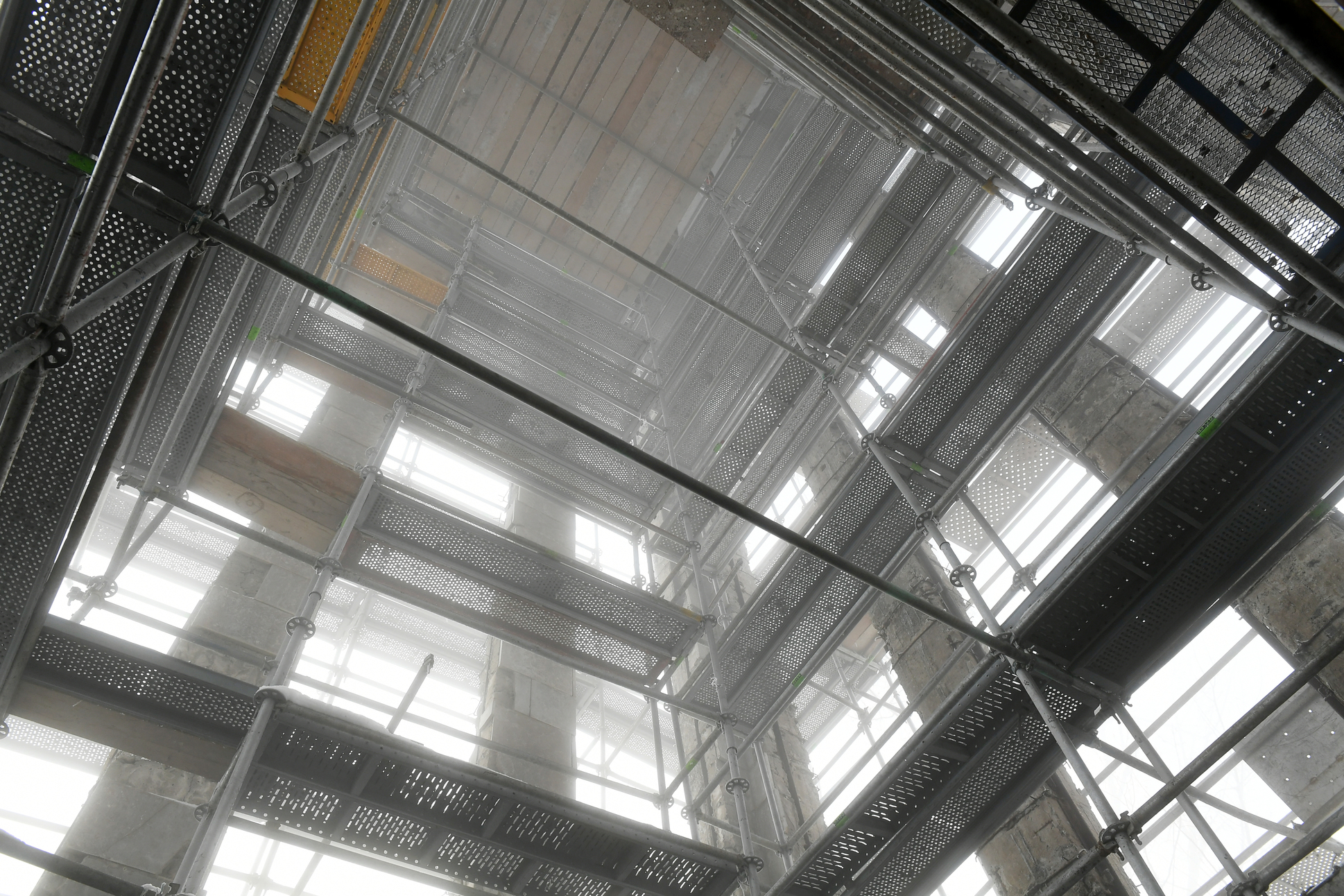
Restaurierungsarbeiten (März 2021)